# Ana y los lobos
Ana y los lobos és una pel·lícula espanyola de 1973 dirigida per Carlos Saura. Ha estat doblada al català.

## Argument
Ana (Geraldine Chaplin) una jove anglesa, és contractada com a institutriu d'unes nenes que viuen en una mansió amb els seus pares, els seus oncles i una àvia. Anna acaba tenint problemes amb els membres adults de la família, que se senten atrets per ella.

## Repartiment
- Geraldine Chaplin: Ana
- Fernando Fernán Gómez: Fernando
- José María Prada: José
- José Vivó: Juan
- Rafaela Aparicio: mare
- Charo Soriano: Luchy
- Marisa Porcel: Amparo
- Nuria Lage: Natalia
- María José Puerta: Carlota
- Sara Gil: Victoria
- Anny Quinas

## Comentaris
Pel·lícula carregada de simbolisme i al·lusions polítiques amb l'equilibri just per provocar i al mateix temps torejar la censura. Carlos Saura va fer en els seus primers treballs una crítica demolidora de la burgesia espanyola del franquisme.

## Premis i nominacions

### Nominacions
- 1973. Palma d'Or